# Diaconessenhuis (Arnhem)
Het Diaconessenhuis was een Hervormd ziekenhuis in de Gelderse stad Arnhem. Op 18 december 1883 werd de villa van de Arnhemse architect Fromberg aan de Bovenbrugstraat gekocht door de 'Vereeniging het Nederduitsch Hervormd Diaconessenhuis te Arnhem'. Het werd naar de ideeën van Theodor Fliedner verbouwd tot ziekenhuis met een capaciteit van 24 bedden, en geopend op 5 augustus 1884. Bij de opening was er één besturend zuster: zuster Johanna von Ness, die uit het Duitse Wesel was gekomen.
Het ziekenhuis groeide snel. In 1886 vond de eerste uitbouw plaats en in 1887 werd de eerste operatiekamer ingericht. In 1902 waren er zestig diaconessen werkzaam in het huis. Het ziekenhuis is meerdere malen verhuisd en uitgebreid. In 1894 werd de aanpalende villa van de koopman H.P. Wurfbain aan de Amsterdamseweg 15 aangekocht. In de jaren daarna werden meerdere panden aan de Bovenbrugstraat toegevoegd.
Deze combinatie van gebouwen werd langzamerhand te oud en onpraktisch, en daarom werd in 1912 besloten tot de aankoop van een 4 hectare groot terrein aan de Van Lawick van Pabststraat om daar een nieuw gebouw neer te zetten. In 1930, nadat er voldoende geld was vergaard, werd de eerste steen gelegd. Naast het ziekenhuis, op hetzelfde terrein, werd een zusterhuis gebouwd. In de Tweede Wereldoorlog werd het gebouw als ziekenhuis gebruikt door de Duitsers. In 1944 werden alle patiënten geëvacueerd, naar de twee andere ziekenhuizen in Arnhem, naar een noodziekenhuis in Otterlo, gevestigd in het Kröller-Müller Museum waarvan de kunstwerken tijdelijk in een schuilkelder waren opgeslagen, en naar het Julianaziekenhuis in Apeldoorn. In 1945 werden beide gebouwen van het Diaconessenhuis door oorlogshandelingen compleet verwoest. Daarom moest het Diaconessenhuis zich na de oorlog tijdelijk vestigen in het door de oorlog eveneens zwaar beschadigde pand 'Rosorum' aan de Amsterdamseweg, waar men 90 bedden kon onderbrengen in plaats van de 225 in het eerdere ziekenhuis. In 1953 werd begonnen aan herbouw van het ziekenhuis aan de Van Lawick van Pabststraat; in 1955 werd het geopend. Het had toen 320 bedden. In 1959 werd er bij het ziekenhuis een kerk gebouwd, die gedeeld werd met de wijkgemeente.

## Fusies
In de naoorlogse jaren was de verstandhouding tussen het hervormde diaconessenhuis, het katholieke Elisabeths Gasthuis en het algemene Gemeenteziekenhuis lange tijd niet best. Maar na de ontzuiling fuseerden deze laatstgenoemde twee in 1986 tot ziekenhuis De Malberg, en sloot in 1988 het Diaconessenhuis zich hierbij aan, waarna de naam opnieuw werd gewijzigd, ditmaal tot Rijnstate. Dit kreeg één nieuw groot gebouw op de locatie van het voormalige Gemeenteziekenhuis aan de Wagnerlaan. Het gebouw aan de van Lawick van Pabststraat werd in 1995 gesloopt. Alleen de fundering werd behouden; daarop zijn nu appartementen gebouwd.